# Романси без слів
Романси без слів (фр. Romances sans paroles) — збірка поезій Поля Верлена опублікована в 1874 році, до складу якої увійшли твори, написані Верленом ще в тюрмі. Вона поділяється на чотири цикли: «Забуті аріети», «Бельгійські краєвиди», «Птахи вночі», «Акварелі». Ця збірка — комплекс замальовок, мотивів, фрагментів, пейзажів. Вона засвідчила неповторність поетичного обдарування Верлена.
Збірка "Романси без слів" перекладена повністю українською мовою за участю П. Грабовського, І. Франка, М. Вороного, Б. Тена, П. Тичини, М. Рильського, М. Лукаша, А. Содомори, Г. Кочура та інших блискучих перекладачів. Публікується виданням "Либідь".